# Dimostrazione del postulato di Bertrand
In matematica, il postulato di Bertrand afferma che per ogni n ≥ 2 esiste un primo p tale che n < p < 2n. La prima dimostrazione fu data da Pafnuty Chebyshev; successivamente, anche Srinivasa Ramanujan e Paul Erdős ne fornirono una dimostrazione.

## Dimostrazione di Srinivasa Ramanujan

### Preliminari
Se {\displaystyle \{a_{n}\}_{n\in N^{+}}} è una successione di reali tali che {\displaystyle a_{1}\geq a_{2}\geq a_{3}\geq ...\geq 0}, allora
{\displaystyle \sum _{n=1}^{\infty }(-1)^{n-1}a_{n}=a_{1}-a_{2}+\sum _{n=2}^{\infty }\left(a_{2n-1}-a_{2n}\right)\geq a_{1}-a_{2}}
e anche
{\displaystyle \sum _{n=1}^{\infty }(-1)^{n-1}a_{n}=a_{1}-a_{2}+a_{3}-\sum _{n=2}^{\infty }\left(a_{2n}-a_{2n+1}\right)\leq a_{1}-a_{2}+a_{3}}

### Dimostrazione
Siano
{\displaystyle \theta (x)=\sum _{p\leq x}\ln p}
{\displaystyle \psi (x)=\sum _{n=1}^{\infty }\theta (x^{\frac {1}{n}})=\sum _{p^{a}\leq x}\ln p}
dove {\displaystyle p} è sempre un numero primo, ora
{\displaystyle \ln \lfloor x\rfloor !=\sum _{n\leq x}\ln n=\sum _{n\leq x}\sum _{p^{a}|n}\ln p=\sum _{m\leq x}\psi \left({\frac {x}{m}}\right)=\sum _{m=1}^{\infty }\psi \left({\frac {x}{m}}\right)}
e noto (vedi approssimazione di Stirling) che
{\displaystyle x\ln x-x\leq \ln x!\leq x\ln x-x+\ln x}
quindi
{\displaystyle \ln \lfloor x\rfloor !-2\ln \left\lfloor {\frac {x}{2}}\right\rfloor !=\sum _{n=1}^{\infty }(-1)^{n-1}\psi \left({\frac {x}{n}}\right)\leq x\ln 2+\ln x}
e
{\displaystyle \ln \lfloor x\rfloor !-2\ln \left\lfloor {\frac {x}{2}}\right\rfloor !=\sum _{n=1}^{\infty }(-1)^{n-1}\psi \left({\frac {x}{n}}\right)\geq x\ln 2-\ln x+\ln 2}
adesso in base a quanto scritto nei preliminari
{\displaystyle (1)} {\displaystyle \psi (x)-\psi \left({\frac {x}{2}}\right)\leq x\ln 2+\ln x}
{\displaystyle (2)} {\displaystyle \psi (x)-\psi \left({\frac {x}{2}}\right)+\psi \left({\frac {x}{3}}\right)\geq x\ln 2-\ln x+\ln 2}
dalla (1) si ricava
{\displaystyle \psi (x)=\sum _{n=0}^{\left\lfloor {\frac {\ln x}{\ln 2}}\right\rfloor }\left[\psi \left({\frac {x}{2^{n}}}\right)-\psi \left({\frac {x}{2^{n+1}}}\right)\right]\leq \sum _{n=0}^{\left\lfloor {\frac {\ln x}{\ln 2}}\right\rfloor }\left[{\frac {x}{2^{n}}}\ln 2+\ln {\frac {x}{2^{n}}}\right]\leq 2x\ln 2-\ln ^{2}x+\ln 2}
e sostituendo nella (2) si ottiene
{\displaystyle (3)} {\displaystyle \psi (x)-\psi \left({\frac {x}{2}}\right)\geq x\ln 2-\ln x+\ln 2-\psi \left({\frac {x}{3}}\right)\geq x\ln 2-\ln x+\ln 2-{\frac {2}{3}}x\ln 2-\ln ^{2}{\frac {x}{3}}\geq {\frac {1}{6}}x\ln 2}
dove l'ultima disuguaglianza vale per tutte le {\displaystyle x\geq 499}.
ora
{\displaystyle \psi (x)-2\psi \left({\sqrt {x}}\right)=\sum _{n=1}^{\infty }(-1)^{n-1}\theta (x^{\frac {1}{n}})\leq \theta (x)}
e sostituendo nella (3) tenendo conto che {\displaystyle \theta (x)\leq \psi (x)}
{\displaystyle \psi (x)-\psi \left({\frac {x}{2}}\right)\leq \theta (x)-\theta \left({\frac {x}{2}}\right)+2\psi \left({\sqrt {x}}\right)\leq \theta (x)-\theta \left({\frac {x}{2}}\right)+4{\sqrt {x}}\ln 2+{\frac {\ln ^{2}x}{2}}}
{\displaystyle \theta (x)-\theta \left({\frac {x}{2}}\right)\geq \left[{\frac {x}{6}}-4{\sqrt {x}}\right]\ln 2-{\frac {\ln ^{2}x}{2}}}
e infine
{\displaystyle \pi (x)-\pi \left({\frac {x}{2}}\right)\geq {\frac {\ln 2}{\ln x}}\left[{\frac {x}{6}}-4{\sqrt {x}}\right]-{\frac {\ln x}{2}}}
il secondo membro per {\displaystyle x\geq 938} è sempre maggiore di 1 e poiché il postulato di Bertrand è verificato per tutti gli {\displaystyle x<938} la dimostrazione è conclusa.

## Dimostrazione di Paul Erdős
Indichiamo l'insieme dei numeri primi con {\displaystyle \mathbb {P} } e definiamo:
{\displaystyle \theta (x)=\sum _{p\in \mathbb {P} ;p\leq x}\ln(p)}

### Lemma
{\displaystyle \theta (n)<n\cdot \ln(4)\qquad {\mbox{per tutti gli interi }}n\geq 1}

### Dimostrazione
- n = 1:

{\displaystyle \theta (1)=0<1\cdot \ln(4)}
- n = 2:

{\displaystyle \theta (2)=\ln(2)<2\cdot \ln(4)}
- n > 2 ed n è pari:

{\displaystyle \theta (n)=\theta (n-1)<(n-1)\cdot \ln(4)<n\cdot \ln(4)} (per induzione)
- n > 2 ed n è dispari. Sia n = 2m + 1 con m > 0:

{\displaystyle 4^{m}={\frac {(1+1)^{2m+1}}{2}}={\frac {\sum _{k=0}^{2m+1}{2m+1 \choose k}}{2}}={\frac {x+{2m+1 \choose m}+{2m+1 \choose m+1}}{2}}\geq {2m+1 \choose m}}
Ogni primo p con {\displaystyle m+1<p\leq 2m+1} divide {\displaystyle {2m+1 \choose m}} dando:
{\displaystyle \theta (2m+1)-\theta (m+1)\leq \ln(4^{m})=m\cdot \ln(4)}
Per ipotesi induttiva {\displaystyle \theta (m+1)<(m+1)\cdot \ln 4}, da cui segue:
{\displaystyle \theta (n)=\theta (2m+1)<(2m+1)\cdot \ln(4)=n\cdot \ln(4)}
CVD
Detto ciò possiamo passare alla dimostrazione del postulato di Bertrand.
Supponiamo per assurdo che ci sia un controesempio: un intero n ≥ 2 tale che non ci sia nessun numero primo p  tale che n < p < 2n.
Se 2 ≤ n < 2048, allora uno dei numeri primi 3, 5, 7, 13, 23, 43, 83, 163, 317, 631, 1259 e 2503 (ognuno minore del doppio del precedente), che possiamo chiamare p, soddisferà n < p < 2n.
Dunque n ≥ 2048.
{\displaystyle 4^{n}=(1+1)^{2n}=\sum _{k=0}^{2n}{2n \choose k}}
Poiché {\displaystyle {2n \choose n}} è il più grande termine nella somma, abbiamo:
{\displaystyle {\frac {4^{n}}{2n+1}}\leq {2n \choose n}}
Definiamo {\displaystyle R(p,n)} come il più grande numero x, tale che {\displaystyle p^{x}} divide {\displaystyle {2n \choose n}}.
Poiché n! ha {\displaystyle \sum _{j=1}^{\infty }\left\lfloor {\frac {n}{p^{j}}}\right\rfloor } fattori di p, otteniamo:
{\displaystyle R(p,n)=\sum _{j=1}^{\infty }\left\lfloor {\frac {2n}{p^{j}}}\right\rfloor -2\sum _{j=1}^{\infty }\left\lfloor {\frac {n}{p^{j}}}\right\rfloor =\sum _{j=1}^{\infty }\left\lfloor {\frac {2n}{p^{j}}}\right\rfloor -2\left\lfloor {\frac {n}{p^{j}}}\right\rfloor }
Dal momento che ogni termine {\displaystyle \left\lfloor {\frac {2n}{p^{j}}}\right\rfloor -2\left\lfloor {\frac {n}{p^{j}}}\right\rfloor } può essere o uguale a 0 {\displaystyle ({\frac {n}{p^{j}}}<1/2)} oppure ad 1 {\displaystyle ({\frac {n}{p^{j}}}\geq 1/2)} e tutti i termini con {\displaystyle j>\left\lfloor {\frac {\ln(2n)}{\ln(p)}}\right\rfloor } sono 0, otteniamo:
{\displaystyle R(p,n)\leq \left\lfloor {\frac {\ln(2n)}{\ln(p)}}\right\rfloor }
Per {\displaystyle p>{\sqrt {2n}}} abbiamo {\displaystyle \left\lfloor {\frac {\ln(2n)}{\ln(p)}}\right\rfloor \leq 1} o {\displaystyle R(p,n)=\left\lfloor {\frac {2n}{p}}\right\rfloor -2\left\lfloor {\frac {n}{p}}\right\rfloor }.
{\displaystyle {2n \choose n}} non ha fattori primi p tali che:
- 2n < p, poiché 2n è il fattore più grande.
- {\displaystyle n<p\leq 2n}, a causa della nostra assunzione iniziale.
- {\displaystyle {\frac {2n}{3}}<p\leq n}, perché {\displaystyle p>{\sqrt {2n}}} (dato che {\displaystyle n\geq 5}) che implica {\displaystyle R(p,n)=\left\lfloor {\frac {2n}{p}}\right\rfloor -2\left\lfloor {\frac {n}{p}}\right\rfloor =2-2=0}.

Ogni fattore primo di {\displaystyle {2n \choose n}} è dunque minore o uguale a {\displaystyle {\frac {2n}{3}}}.
{\displaystyle {2n \choose n}} ha al massimo un fattore di ogni primo {\displaystyle p>{\sqrt {2n}}}. Poiché {\displaystyle p^{R(p,n)}\leq 2n}, il prodotto di {\displaystyle p^{R(p,n)}} su tutti gli altri primi vale al massimo {\displaystyle (2n)^{\sqrt {2n}}}. Dal momento che {\displaystyle {2n \choose n}} è il prodotto di {\displaystyle p^{R(p,n)}} su tutti i primi p, otteniamo:
{\displaystyle {\frac {4^{n}}{2n+1}}\leq {2n \choose n}\leq (2n)^{\sqrt {2n}}\prod _{p\in \mathbb {P} }^{\frac {2n}{3}}p=(2n)^{\sqrt {2n}}e^{\theta ({\frac {2n}{3}})}}
Usando il lemma {\displaystyle \theta (n)<n\cdot \ln(4)}:
{\displaystyle {\frac {4^{n}}{2n+1}}\leq (2n)^{\sqrt {2n}}4^{\frac {2n}{3}}}
Dato che abbiamo {\displaystyle (2n+1)<(2n)^{2}}:
{\displaystyle 4^{\frac {n}{3}}\leq (2n)^{2+{\sqrt {2n}}}}
Inoltre {\displaystyle 2\leq {\frac {\sqrt {2n}}{3}}} (in quanto {\displaystyle n\geq 18}):
{\displaystyle 4^{\frac {n}{3}}\leq (2n)^{{\frac {4}{3}}{\sqrt {2n}}}}
Passando ai logaritmi:
{\displaystyle {\sqrt {2n}}\ln(2)\leq 4\cdot \ln(2n)}
Sostituendo 22t al posto di 2n:
{\displaystyle {\frac {2^{t}}{t}}\leq 8}
Questo implica t<6 e la contraddizione:
{\displaystyle n={\frac {2^{2t}}{2}}<{\frac {2^{2\cdot 6}}{2}}=2048}
Dunque non è possibile nessun controesempio al postulato.
CVD